# Charles Simonis
Pour l’article homonyme, voir Simonis.
Charles Simonis, né le 21 septembre 1818 à Luxembourg (Royaume uni des Pays-Bas) et mort le 1er novembre 1875 dans la même ville, est un avocat, juriste et homme politique luxembourgeois.

## Biographie
Il a été membre de la Chambre des députés.

## Distinctions
- Commandeur de l'ordre de la Couronne de chêne.
- Chevalier de l'ordre de Léopold  (Belgique).